# Microscópio de contraste de fase

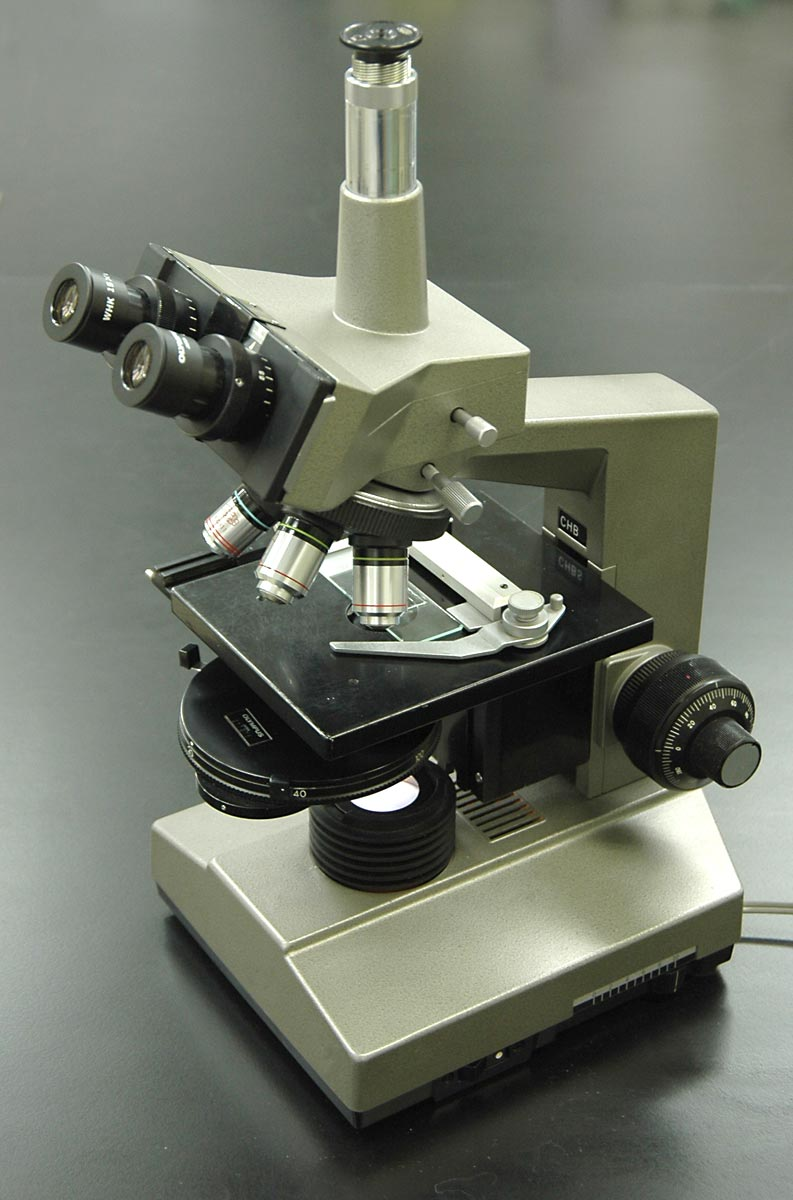
Microscópio de contraste de fase.

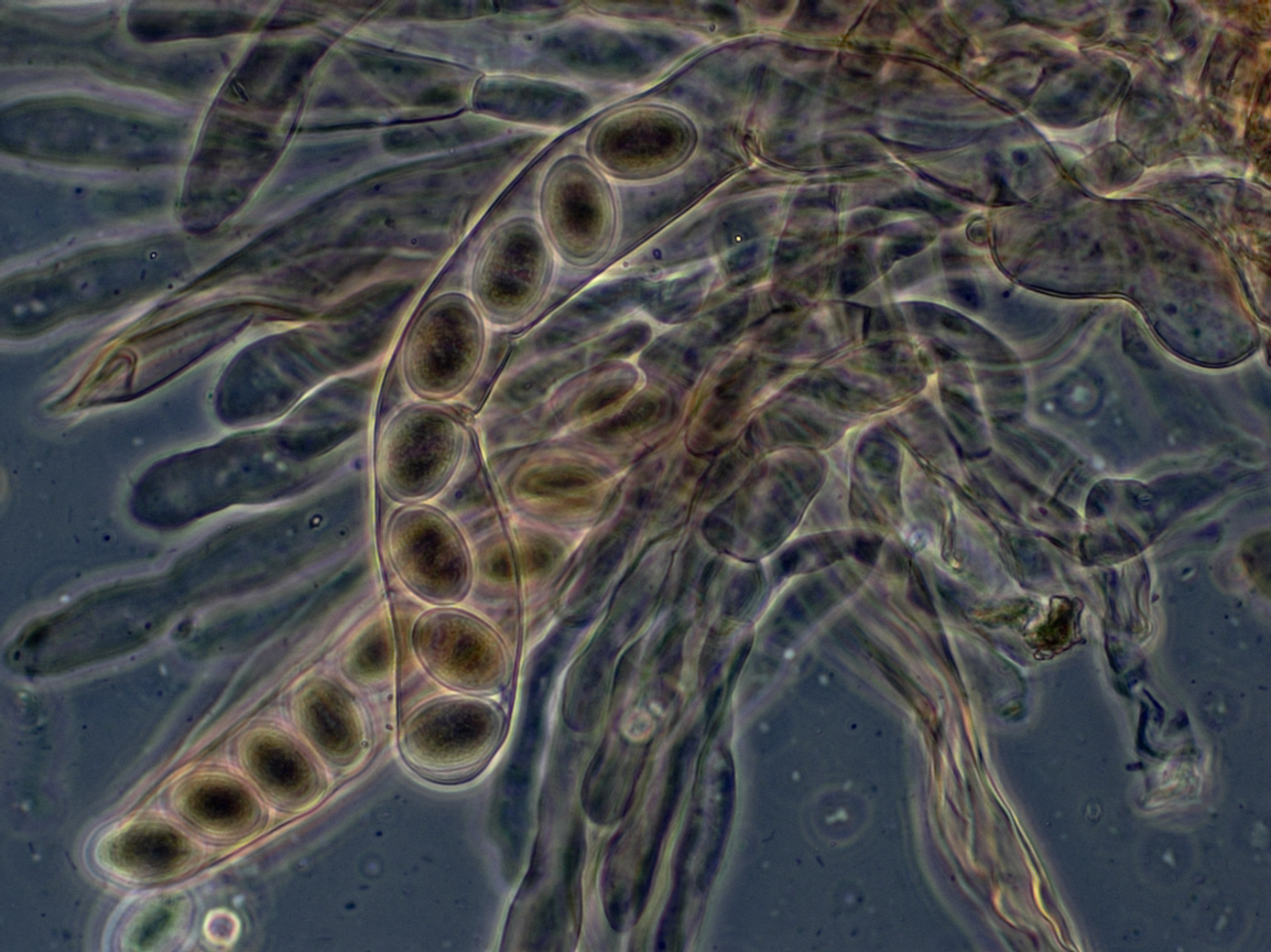
Fungo da espécie Morchella elata, vista através de um microscópio de contraste de fase.

Microscópio de contraste de fase é um equipamento que tem como princípio a transformação das diferentes fases dos raios de luz em diferenças luminosas. Está baseado no princípio da difração da luz.
O microscópio de contraste de fase foi um invento do cientista holandês Frits Zernike(1888-1966), que recebeu o Prêmio Nobel de Física em 1953, por trabalhos nesta área de conhecimento.